# 四世 (日系人)
四世（よんせい）とは、北アメリカや南アメリカ、オーストラリアなどで使われた、日本から各々の国に移住した日本人（日系人）の第四世代を表す日本語である。

## 各国の実情
最初に行われた日本人の組織的移住は、1897年に35人がメキシコへ渡った「榎本移民」とされているが、特に多くの日本人移民並びにその子孫が住んでいるのは、ブラジル・アメリカ合衆国・カナダ・ペルーとされている。

### ブラジル

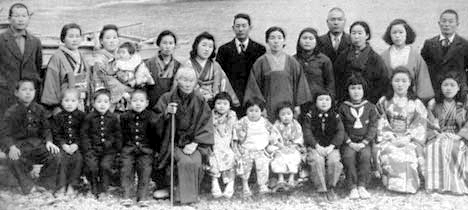
1908年に笠戸丸に乗ってブラジルに到着した初の日本人移民

ブラジルでは、日系人以外のブラジル人と結婚して生まれた者も含めると、約150万人にも及ぶ日系人がいると言われ、世界で最も多い日系人の人口を有しており、その多くがブラジル社会において要職を占めるようになっている。日系ブラジル人四世は、1987年にブラジルにおける日系人の人口の12.95%を占めるようになり、統計的に見ても南アメリカにおける少数民族の中でも重要なファクターを成すと言える存在となっている。

### アメリカ
ハワイにおける日本人移民は、1900年～1960年頃までは同州における最大の民族集団であったが、以降は減少の一途をたどっている。ハワイにおける四世は、自らの民族集団のアイデンティティの確立には活発には関わらず、アメリカと日本の伝統を二分する傾向がある。2008年現在、アメリカにおける四世は比較的少数の学術的研究の対象である四世を題材とした有名な文学作品は、キャリー・タカハタが2002年に発表した詩「Making Yonsei」であり、同作品の中で彼女は、四世とそれ以前の世代のハワイにおける日系人を比較、対比している。
明白な差別や第二次世界大戦、および前の世代の生活に影を投げかけた捕虜収容所が、自分達の日々の生活とは無関係なものであるという点で、四世は日系アメリカ人の前の世代と異なる。四世は、日系アメリカ人の前の世代が直面していた明らかな戦いまたは困難を経験することがあまり無かったため、時として「甘やかされた世代」と呼称される場合もある。ハワイにおける四世は、本土の白人と比較できる存在であり、教育面や経済面、政治面において格上とまではいかなくても、同等といえる地位を築いているほか、1965年から日本人移民の数が減少に転じて以降も、低い移住率を持っている。また、1960年代以降は日系アメリカ人社会においても非日系人との通婚が一般化し、その比率は1970年代には50%、1990年代には70%となっている。ルーツである祖国からのこの文化的な距離は、大陸における白人とハワイにおける四世の集団でともに見られる民族性の「象徴的な」表現を結果として生じている。大陸における白人を除いて、ハワイにおける四世は「象徴的な」方法で自らの民族性を表現する、アメリカにおけるマイノリティの一つである.。
三世と四世の者達が日本を訪問するにしても、彼らにとってこれは単なる観光旅行としか考えない傾向がある。日本の文化的資質は、一般的に四世の間には存在しない。2006年に行われたハワイにおける四世女性に関する研究によると、この世代の日系アメリカ人は日本に関連する祝祭日や儀式などの祝い事を執り行ったりするほか、日本料理を食べたり、日本風のミドルネームを名乗るといった「象徴的な」方法で自身達の民族性を主張する傾向がある。研究では、四世はその民族性を前の世代の日系人より重要視していないことに焦点があてられている。

## 文化

### 世代
「日系（Nikkei）」という単語は、社会学者の多国籍グループによって考案されたもので、その範囲は世界中に住む当該国の国籍を持ち、かつ日本人の血を引く全ての人間を含んでいるとされている。一世と二世の中でも上の世代の者の集合的記憶は、1870年から1911年にかけての明治時代の日本のイメージであり、それは後から来た移民達が自分達より遅く去った日本に対するイメージとは明確に対照をなすものだった。双方の日本への異なる姿勢や社会的価値観は、しばしば両者の間に摩擦を生じさせ、第二次世界大戦後も双方の溝が埋まることはなかった。
現在、イギリスにはロンドンを主として10万人を超える日系イギリス人が現在いるが、世界の各地で見られる日系人のようなものではなく、イギリス人は伝統的に日本人社会を一世、二世、三世というように総括した呼び方はしていない。